# モリー・スカイラー
モリー・スカイラー（英語: Molly Schuyler, 1980年 - ）は、アメリカ合衆国のプロフードファイター集団「オール・プロ・イーティング」に所属する女性フードファイター。

## 人物
ネブラスカ州ベルビュー出身。空軍に勤務する夫の仕事の関係で、カリフォルニア州サクラメント郊外に住んでいる。6歳から11歳までの4人の子供の母親（本記事執筆時点）。モリー・スカイラーはファイターネームであり、本名は非公開。

## フードファイターとしての実績
日本では、テレビ東京『大食い世界一決定戦！』の2014年6月21日放送分および2015年1月1日放送分においてて、圧倒的な差をつけて日本チームを打ちのめしたことで知られている。同大会ではチームの大将を務め、1度目には4代目爆食女王アンジェラ佐藤を、2度目には3代目絶対王者のキング山本卓弥を大差で、そして3度目には歴代最強の2代目爆食女王魔女菅原初代を、4度目には四代目絶対王者MAX鈴木をも破っている。番組に出演していない小林尊を除き、元祖大食い王座決定戦の日本代表チャンピオン全員を相手に倒したことで、日本国内とアメリカのレベルの違いを比較する材料となった。 
早食い能力に注目が集まるが、山本卓弥とのスペアリブ大食い対決では、実際には序盤5分で5本リードし、その後11分7本差、15分8本差、24分10本差、30分16本差といった具合に、時間経過とともに山本との差を離して勝利しており、山本は一度も差を縮めることができなかった。早食いではなく大食いでも山本以上の力があったことを証明した。その一方、菅原との対決では、差を引き離せないどころか抜かれてしまうのではないかと恐れを感じていたが、結果僅差で勝利を収め、敗北した菅原をよきライバルと認めた。 
同番組ではモリーをアメリカのナンバーワンと紹介しているが、実際には所属する団体のナンバーワンである。小林の出場する大会でも必ず二位の座を手にしており、世界一の女性フードファイターである。
- アメリカでは2013年にネイサンズ国際ホットドッグ早食い選手権に出場し、10分で31本を食べた。小林尊（69個）やパット・バルトレッティ（55個）の記録には及ばないが、女性としてはトップの成績をおさめた。
- アメリカの餃子大会2015では、2分で93個を食べて優勝。同大会にゲスト出演した小林尊がその実力を評価している（小林尊は半分の時間の試技を行い、63個食べている）。
- アメリカで2013年に開催されたかぼちゃパイ大会に出場し、8分で39個を食べて準優勝（優勝者は40個）。
- タコス早食い世界大会2017（早食い）に出場、小林尊に次ぐ準優勝。約3.4キロを食べるのに要した時間は、わずか2分24秒であった（小林1分45秒）。
- 世界最大のタコス大会では、2017年に139個を、2018年に136個を食べてどちらも準優勝。159個で8連覇の小林尊と共に表彰台に上がった。